# Spengler Cup 2014
Der Spengler Cup 2014 (französisch Coupe Spengler 2014) war die 88. Auflage des gleichnamigen Wettbewerbs und fand vom 26. bis 31. Dezember 2014 im Schweizer Luftkurort Davos statt. Als Spielstätte fungierte die dortige Vaillant Arena. Insgesamt besuchten 68'934 Zuschauer die elf Turnierspiele, was einem Schnitt von 6'266 pro Partie entspricht.
Es siegte erneut der Genève-Servette HC, der durch einen 3:0-Sieg im Finalspiel über Salawat Julajew Ufa das Turnier gewann. Bereits in der Qualifikation hatten die Eidgenossen die Partie knapp mit 3:2 für sich entschieden. Der Genève-Servette HC verteidigte damit den Titelgewinn des Vorjahres.
Der Schweizer Romain Loeffel in Diensten des Turniersiegers aus Genf war mit sechs Scorerpunkten, darunter zwei Tore, erfolgreichster Akteur des Turniers.

## Modus
Die sechs teilnehmenden Teams spielten zunächst in zwei Vorrundengruppen – benannt nach den Davoser Eishockeylegenden Richard Torriani sowie den Cattini-Brüdern Ferdinand und Hans – à drei Teams in einer Einfachrunde im Modus «jeder gegen jeden», so dass jede Mannschaft zunächst zwei Spiele bestritt, die Platzierungen nach Punkten aus. Die beiden Gruppensieger qualifizierten sich direkt für den Halbfinal, während die Zweit- und Drittplatzierten in einem K.-o.-Duell über Kreuz die beiden weiteren Halbfinalteilnehmer ausspielten. Die beiden Halbfinalsieger ermittelten am Schlusstag schliesslich den Turniersieger.

## Turnierverlauf

### Vorrunde
Gruppe Torriani
| 26. Dezember 2014 15:00 Uhr | Genève-Servette HC T. Kast (5:48) Ta. Pyatt (13:59) I. Pestoni (17:21) | 3:2 (3:0, 0:2, 0:0) Spielbericht | Salawat Julajew Ufa A. Slepyschew (31:31) I. Heikkinen (34:14) | Vaillant Arena, Davos Zuschauer: 6'300 |

| 27. Dezember 2014 15:00 Uhr | Jokerit Helsinki E. Pöysti (0:16) L. Omark (29:32) L. Omark (41:30) | 3:4 (1:2, 1:2, 1:0) Spielbericht | Salawat Julajew Ufa A. Gluchow (2:03) A. Pihlström (10:49) A. Pihlström (28:49) T. Hartikainen (30:22) | Vaillant Arena, Davos Zuschauer: 6'300 |

| 28. Dezember 2014 15:00 Uhr | Genève-Servette HC K. Romy (6:27) I. Pestoni (41:36) Ta. Pyatt (47:16) | 3:1 (1:0, 0:1, 2:0) Spielbericht | Jokerit Helsinki V. Lajunen (33:06) | Vaillant Arena, Davos Zuschauer: 6'300 |

| Pl. |                     | Sp | S | OTS | OTN | N | Tore | Punkte |
| --- | ------------------- | -- | - | --- | --- | - | ---- | ------ |
| 1.  | Genève-Servette HC  | 2  | 2 | 0   | 0   | 0 | 6:3  | 6      |
| 2.  | Salawat Julajew Ufa | 2  | 1 | 0   | 0   | 1 | 6:6  | 3      |
| 3.  | Jokerit Helsinki    | 2  | 0 | 0   | 0   | 2 | 4:7  | 0      |

Gruppe Cattini
| 26. Dezember 2014 20:15 Uhr | HC Davos B. Forster (7:34) D. Axelsson (47:50) | 2:1 (1:0, 0:0, 1:1) Spielbericht | Team Canada A. Giroux (49:10) | Vaillant Arena, Davos Zuschauer: 6'300 |

| 27. Dezember 2014 20:15 Uhr | KHL Medveščak Zagreb P. Pelletier (48:15) | 1:3 (0:2, 0:1, 1:0) Spielbericht | Team Canada B. Holloway (11:45) S. Giliati (17:36) A. Giroux (21:07) | Vaillant Arena, Davos Zuschauer: 6'300 |

| 28. Dezember 2014 20:15 Uhr | HC Davos M. Paulsson (1:27) | 1:0 (1:0, 0:0, 0:0) Spielbericht | KHL Medveščak Zagreb | Vaillant Arena, Davos Zuschauer: 6'300 |

| Pl. |                      | Sp | S | OTS | OTN | N | Tore | Punkte |
| --- | -------------------- | -- | - | --- | --- | - | ---- | ------ |
| 1.  | HC Davos             | 2  | 2 | 0   | 0   | 0 | 3:1  | 6      |
| 2.  | Team Canada          | 2  | 1 | 0   | 0   | 0 | 4:3  | 3      |
| 3.  | KHL Medveščak Zagreb | 2  | 0 | 0   | 0   | 2 | 1:4  | 0      |

### Finalrunde
|  | Halbfinalqualifikation | Halbfinalqualifikation | Halbfinalqualifikation |  |  | Halbfinal | Halbfinal           | Halbfinal |  |    | Final               | Final              | Final |
|  |                        |                        |                        |  |  |           |                     |           |  |    |                     |                    |       |
|  |                        |                        |                        |  |  | C1        | HC Davos            | 3         |  |    |                     |                    |       |
|  | T2                     | Salawat Julajew Ufa    | 3                      |  |  | T2        | Salawat Julajew Ufa | 4         |  |    |                     |                    |       |
|  | C3                     | KHL Medveščak Zagreb   | 0                      |  |  |           |                     |           |  | T2 | Salawat Julajew Ufa | 0                  |       |
|  |                        |                        |                        |  |  |           |                     |           |  |    | T1                  | Genève-Servette HC | 3     |
|  |                        |                        |                        |  |  | T1        | Genève-Servette HC  | 6         |  |    |                     |                    |       |
|  | C2                     | Team Canada            | 5                      |  |  | C2        | Team Canada         | 5         |  |    |                     |                    |       |
|  | T3                     | Jokerit Helsinki       | 2                      |  |  |           |                     |           |  |    |                     |                    |       |

Halbfinalqualifikation
| 29. Dezember 2014 15:00 Uhr | Salawat Julajew Ufa D. Sjomin (19:25) S. Golowanow (49:23) T. Hartikainen (53:13) | 3:0 (1:0, 0:0, 2:0) Spielbericht | KHL Medveščak Zagreb | Vaillant Arena, Davos Zuschauer: 5'934 |

| 29. Dezember 2014 20:15 Uhr | Team Canada M. DuPont (17:44) A. Giroux (24:11) J. Tambellini (38:33) B. McLean (53:08) M. Gragnani (59:05) | 5:2 (1:2, 2:0, 2:0) Spielbericht | Jokerit Helsinki S. Moses (0:58) L. Omark (4:08) | Vaillant Arena, Davos Zuschauer: 6'300 |

Halbfinal
| 30. Dezember 2014 15:00 Uhr | HC Davos N. Danielsson (4:15) M. Paulsson (13:42) N. Danielsson (52:48) | 3:4 n. P. (2:0, 0:1, 1:2, 0:0, 0:1) Spielbericht | Salawat Julajew Ufa A. Pankow (27:35) A. Slepyschew (41:12) D. Chlystow (49:16) T. Hartikainen (65:00) | Vaillant Arena, Davos Zuschauer: 6'300 |

| 30. Dezember 2014 20:15 Uhr | Genève-Servette HC I. Pestoni (8:10) To. Pyatt (19:40) R. Loeffel (26:46) F. Bouillon (27:04) T. Kast (30:25) R. Loeffel (45:19) | 6:5 (2:0, 3:3, 1:2) Spielbericht | Team Canada M. Hedden (30:54) R. Parent (36:03) J. Samson (39:26) A. Giroux (41:39) M. Pouliot (50:42) | Vaillant Arena, Davos Zuschauer: 6'300 |

Final
| 31. Dezember 2014 12:00 Uhr | Salawat Julajew Ufa | 0:3 (0:0, 0:2, 0:1) Spielbericht | Genève-Servette HC A. Jacquemet (22:54) D. Rubin (34:31) Ta. Pyatt (49:26) | Vaillant Arena, Davos Zuschauer: 6'300 |

## All-Star-Team
| Angriff:      | Inti Pestoni – Anton Slepyschew – JOK Linus Omark |
| Verteidigung: | Félicien Du Bois – Ilkka Heikkinen                |
| Tor:          | Leonardo Genoni                                   |